# Мадьяров, Рафик Ахмадиевич
Рафик Ахмадиевич (Ахмиевич) Мадьяров (род. 27 ноября 1953, Байкал, Татарская АССР) — советский самбист и дзюдоист, чемпион СССР по самбо, призёр чемпионата мира по самбо, мастер спорта СССР по дзюдо, мастер спорта СССР международного класса по самбо (1978), судья международной категории (1994). В 1978—1983 годах — член сборной СССР по самбо. Президент Фонда физкультуры и спорта. Вице-президент Федерации самбо Республики Татарстан.

## Спортивные результаты
- Чемпионат СССР по самбо 1982 года — ;
- Чемпионат мира по самбо среди ветеранов 1983 года — .

## Семья
Отец — участник Великой Отечественной войны. Рафик — представитель династии самбистов Мадьяровых, четвёртый из шести братьев:
- Мадьяров, Накип Ахмадиевич — призёр чемпионатов СССР, обладатель Кубка СССР, призёр чемпионата Европы, мастер спорта СССР международного класса.
- Мадьяров, Нафик Ахмадиевич — призёр чемпионата СССР, мастер спорта международного класса по самбо.
- Мадьяров, Рашид Ахмадиевич — призёр чемпионатов и Кубка СССР, мастер спорта по самбо.
- Мадьяров, Фарид Ахмадиевич — мастер спорта СССР по самбо и дзюдо, мастер спорта России международного класса по дзюдо, Заслуженный тренер России, Заслуженный работник физической культуры Республики Татарстан, тренер сборной СССР по самбо.
- Мадьяров, Фарих Ахмадиевич — чемпион СССР, мастер спорта и тренер по самбо.